# Tennis de table aux Jeux africains
Les compétitions de tennis de table aux Jeux africains sont organisées depuis 1973. Le Nigéria domine largement cette spécialité (54 titres sur 77) avec une légère concurrence de la part de l’Égypte. Le Togo et le Ghana se sont également illustrés lors des premières éditions, alors que la République du Congo qui s’est renforcée par des joueurs chinois a obtenu de bons résultats lors des dernières éditions. 

## Résultats masculins

### Simple messieurs
| Édition           | Or                      | Argent                | Bronze                                  |
| ----------------- | ----------------------- | --------------------- | --------------------------------------- |
| Lagos 1973        | Wole Orukotan           | Fahmi Ezz-Errigal     | ?                                       |
| Alger 1978        | Kasali Lasisi           | Atanda Musa (en)      | Dodji Ananou                            |
| Nairobi 1987      | Atanda Musa (en)        | Titus Omotara (de)    | Yomi Bankole Abas Ekun                  |
| Le Caire 1991     | Atanda Musa (en)        | Sule Olaleye (pl)     | Fatai Adeyemo (de) Ashraf Helmy         |
| Harare 1995       | Segun Toriola           | Monday Merotohun (en) | Fatai Adeyemo (de) Sule Olaleye (pl)    |
| Johannesburg 1999 | Segun Toriola           | El-Sayed Lashin (en)  | Ashraf Helmy Peter Akinlabi             |
| Abuja 2003        | Segun Toriola           | El-Sayed Lashin (en)  | Emad Moselhy Monday Merotohun (en)      |
| Alger 2007        | Segun Toriola           | Monday Merotohun (en) | Kazeem Nosiru (en) El-Sayed Lashin (en) |
| Maputo 2011       | Omar Assar              | El-Sayed Lashin (en)  | Ahmed Saleh (en)                        |
| Brazzaville 2015  | Omar Assar              | Quadri Aruna          | Wang Jianan Khalid Assar                |
| Rabat 2019        | Olajide Adeyemi Omotayo | Quadri Akinade Aruna  | Omar Assar Segun Toriola                |
| Accra 2023        | Omar Assar              | Quadri Akinade Aruna  | Ibrahima Diaw Mohamed El-Beiali         |

### Double messieurs
| Édition           | Or                                             | Argent                                   | Bronze                                                                        |
| ----------------- | ---------------------------------------------- | ---------------------------------------- | ----------------------------------------------------------------------------- |
| Lagos 1973        | Waidi Dawodu Muyiwa Oni                        | Lekan Fenuyi Kasali Lasisi               | ?                                                                             |
| Alger 1978        | Sunday Eboh (de) Kasali Lasisi                 | Adum Defanti Atta Messan Defanti         | ?                                                                             |
| Nairobi 1987      | Titus Omotara (de) Atanda Musa (en)            | Fatai Adeyemo (de) Sule Olaleye (pl)     | Danny Toavina Yomi Bankole Abas Ekun                                          |
| Le Caire 1991     | Atanda Musa (en) Sule Olaleye (pl)             | Fatai Adeyemo (de) Taofik Maya           | Ashraf Helmy Sherif El-Saket Mohamed Hannachi Béchir Ben Abdallah             |
| Harare 1995       | Fatai Adeyemo (de) Segun Toriola               | Ashraf Helmy Ashraf Sobhy                | Sherif Mohamed Diaa Sherif El-Saket Sule Olaleye (pl) Monday Merotohun (en)   |
| Johannesburg 1999 | Kazeem Nosiru (en) Segun Toriola               | Peter Akinlabi Sule Olaleye (pl)         | Ashraf Helmy El-Sayed Lashin (en) Farid Oulami (en) David Kaci (en)           |
| Abuja 2003        | Monday Merotohun (en) Segun Toriola            | Sherif Mohamed Diaa El-Sayed Lashin (en) | Emad Moselhy Ashraf Sobhy Kazeem Nosiru (en) Peter Akinlabi                   |
| Alger 2007        | Monday Merotohun (en) Segun Toriola            | Ahmed Saleh (en) El-Sayed Lashin (en)    | Kazeem Nosiru (en) Hassan Hakeem Ahmed Nadim Emad Moselhy                     |
| Maputo 2011       | Ahmed Saleh (en) El-Sayed Lashin (en)          | Emad Moselhy Omar Assar                  | Suraju Saka Saheed Idowu Monday Merotohun (en) Segun Toriola                  |
| Brazzaville 2015  | Hu Bin Wang Jianan                             | Suraju Saka Saheed Idowu<                | Omar Assar Khalid Assar El-Sayed Lashin (en) Ahmed Saleh (en)                 |
| Rabat 2019        | Algérie Mohamed Sofiene Boudjadja Sami Kherouf | Égypte Mohamed Elbeialy Ahmed Saleh (en) | Tunisie Adam Hmam Thameur Mamia Nigeria Segun Toriola Olajide Adeyemi Omotayo |
| Accra 2023        | Algérie Mehdi Bouloussa Stéphane Ouaiche       | Égypte Khalid Assar Mohamed Shouman      | Égypte Youssef Abdel-Aziz Mohamed El-Beiali Nigeria Matthew Kuti Taiwo Mati   |

### Equipes messieurs
| Édition           | Or      | Argent  | Bronze                      |
| ----------------- | ------- | ------- | --------------------------- |
| Lagos 1973        | Nigéria | Égypte  |                             |
| Alger 1978        | Nigéria | Égypte  | Togo                        |
| Nairobi 1987      | Nigéria | Égypte  | Madagascar                  |
| Le Caire 1991     | Nigéria | Égypte  | Tunisie                     |
| Harare 1995       | Nigéria | Égypte  | Ouganda Maurice             |
| Johannesburg 1999 | Nigéria | Égypte  | Tunisie Algérie             |
| Abuja 2003        | Nigéria | Égypte  | Ghana Algérie               |
| Alger 2007        | Égypte  | Nigéria | Algérie Afrique du Sud      |
| Maputo 2011       | Égypte  | Nigéria | Algérie                     |
| Brazzaville 2015  | Nigéria | Égypte  | Ghana République du Congo   |
| Rabat 2019        | Égypte  | Nigéria | Tunisie République du Congo |
| Accra 2023        | Égypte  | Nigéria | Algérie Tunisie             |

## Résultats féminins

### Simple dames
| Édition           | Or                   | Argent             | Bronze                               |
| ----------------- | -------------------- | ------------------ | ------------------------------------ |
| Lagos 1973        | Ethel Jacks (en)     | Bahija Shaarawi    | Modupe Beyioku ?                     |
| Alger 1978        | Olawunmi Majekàdunmi | Esther Lamptey     | Odile Akpéné Dédé d'Almeida          |
| Nairobi 1987      | Iyabo Akanmu         | Patricia Offei     | Nihal Meshref Sherin El-Alfy         |
| Le Caire 1991     | Olawunmi Odumosu     | Olufunke Oshonaike | Nihal Meshref Bose Kaffo             |
| Harare 1995       | Bose Kaffo           | Sonia Touati       | Olufunke Oshonaike Kehinde Okenla    |
| Johannesburg 1999 | Olufunke Oshonaike   | Bose Kaffo         | Atisi Owoh (en) Kehinde Okenla       |
| Abuja 2003        | Olufunke Oshonaike   | Cecilia Otu-Akpan  | Ayatollah Ashraf Bose Kaffo          |
| Alger 2007        | Fen Yang             | Bose Kaffo         | Cecilia Otu-Akpan Olufunke Oshonaike |
| Maputo 2011       | Offiong Edem (en)    | Olufunke Oshonaike | Han Xing                             |
| Brazzaville 2015  | Dina Meshref         | Nadeen El-Dawlatly | Han Xing Olufunke Oshonaike          |
| Rabat 2019        | Dina Meshref         | Sarah Hanffou      | Farah Abdel-Aziz Offiong Edem (en)   |
| Accra 2023        | Hana Goda            | Dina Meshref       | Lucie Mobarek Offiong Edem (en)      |

### Double dames
| Édition           | Or                                             | Argent                                     | Bronze                                                                            |
| ----------------- | ---------------------------------------------- | ------------------------------------------ | --------------------------------------------------------------------------------- |
| Lagos 1973        | Modupe Beyioku Ethel Jacks (en)                | Comfort Eshun Nancy Akwan                  | ?                                                                                 |
| Alger 1978        | Ethel Jacks (en) Olawunmi Majekodunmi          | Helen Amankwah (en) Esther Lamptey         |                                                                                   |
| Nairobi 1987      | Patricia Offei Patience Abena Opokuah          | Sherin El-Alfy Nihal Meshref               | Bose Kaffo Kubrat Owolabi (en) Iyabo Akanmu Keni Amuare                           |
| Le Caire 1991     | Olufunke Oshonaike Olawunmi Odumosu            | Bose Kaffo Iyabo Akanmu                    | Sherin El-Alfy Nihal Meshref Shahda El-Alfy Rasha Eddib                           |
| Harare 1995       | Bose Kaffo Olufunke Oshonaike                  | Afef Naouar Sonia Touati                   | Shaimaa Abdul-Aziz (en) Bacent Othman (en) Neveen Atef Tawfik Rania Gamal Ibrahim |
| Johannesburg 1999 | Bose Kaffo Olufunke Oshonaike                  | Shaimaa Abdul-Aziz (en) Bacent Othman (en) | Atisi Owoh (en) Kehinde Okenla Shahda El-Alfy El-Sayed                            |
| Abuja 2003        | Bose Kaffo Olufunke Oshonaike                  | Cecilia Out-Akpan Offiong Edem (en)        | Shaimaa Abdul-Aziz (en) Bacent Othman (en) Ayatollah Ashraf Raghd Magdy           |
| Alger 2007        | Cecilia Out-Akpan Offiong Edem (en)            | Fen Yang Fatimo Bisiriyu                   | Shaimaa Abdul-Aziz (en) Bacent Othman (en) Bose Kaffo Olufunke Oshonaike          |
| Maputo 2011       | Cecilia Out-Akpan Offiong Edem (en)            | Olufunke Oshonaike Janet Friday Effiom     | Nadeen El-Dawlatly Dina Meshref Han Xing Onyinyechi Nwachukwu                     |
| Brazzaville 2015  | Li Yuheng Han Xing                             | Dina Meshref Nadeen El-Dawlatly            | Offiong Edem (en) Cecilia Out-Akpan Olufunke Oshonaike Rashidat Ogundele          |
| Rabat 2019        | Nigeria Offiong Edem (en) Cecilia Otuime Akpan | Nigeria Olufunke Oshonaike Fatimo Bello    | Algérie Katia Kessaci Lynda Loghraibi Égypte Dina Meshref Yousra Helmy            |
| Accra 2023        | Égypte Mariam Al-Hodaby Marwa Al-Hodaby        | Tunisie Fadwa Garci Abir Haj Salah         | Nigeria Fatimo Bello Offiong Edem (en) Algérie Lucie Mobarek Lynda Loghraibi      |

### Equipes dames
| Édition           | Or      | Argent  | Bronze                      |
| ----------------- | ------- | ------- | --------------------------- |
| Lagos 1973        | Égypte  | Nigéria |                             |
| Alger 1978        | Nigéria | Égypte  | Ghana                       |
| Nairobi 1987      | Nigéria | Ghana   | Égypte                      |
| Le Caire 1991     | Nigéria | Égypte  | Tunisie                     |
| Harare 1995       | Nigéria | Égypte  | Tunisie Afrique du Sud      |
| Johannesburg 1999 | Nigéria | Égypte  | Éthiopie Ouganda            |
| Abuja 2003        | Nigéria | Égypte  | Tunisie Algérie             |
| Alger 2007        | Nigéria | Égypte  | Tunisie Algérie             |
| Maputo 2011       | Égypte  | Nigéria | République du Congo         |
| Brazzaville 2015  | Égypte  | Nigéria | République du Congo Algérie |
| Rabat 2019        | Égypte  | Nigéria | Algérie Tunisie             |
| Accra 2023        | Égypte  | Nigéria | Tunisie Afrique du Sud      |

## Double mixte
| Édition           | Or                                         | Argent                                   | Bronze                                                                                               |
| ----------------- | ------------------------------------------ | ---------------------------------------- | --- |
| Lagos 1973        | Ethel Jacks (en) Lateef Sunmola            | Modupe Beyioku Lassey Wilson             | ? |
| Alger 1978        | Odile Akpéné Dédé d'Almeida Dodji Ananou   | Ethel Jacks (en) Sunday Eboh (de)        | Esther Lamptey Joseph Quansah                                                                        |
| Nairobi 1987      | Kubrat Owolabi (en) Atanda Musa (en)       | Bose Kaffo Titus Omotara (de)            | Iyabo Akanmu Abas Ekun Keni Amuare Fatai Adeyemo (de)                                                |
| Le Caire 1991     | Bose Kaffo Atanda Musa (en)                | Iyabo Akanmu Sule Olaleye (pl)           | Olufunke Oshonaike Fatai Adeyemo (de) Olawunmi Odumosu Segun Moses Toriola                           |
| Harare 1995       | Bose Kaffo Sule Olaleye (pl)               | Kehinde Okenla Segun Moses Toriola       | Atisi Owoh (en) Peter Akinlabi Olufunke Oshonaike Fatai Adeyemo (de)                                 |
| Johannesburg 1999 | Bose Kaffo Segun Moses Toriola             | Atisi Owoh (en) Kazeem Nosiru (en)       | Shaimaa Abdul-Aziz (en) El-Sayed Lashin (en) Nacera Bouaziz Farid Oulami                             |
| Abuja 2003        | Olufunke Oshonaike Monday Merotohun (en)   | Bose Kaffo Segun Toriola                 | Raghd Magdy Emad Moselhy Cecilia Otu-Akpan Peter Akinlabi                                            |
| Alger 2007        | Fen Yang Suraju Saka                       | Shaimaa Abdul-Aziz (en) Emad Moselhy     | Bose Kaffo Monday Merotohun (en) Cecilia Otu-Akpan Hassan Hakeem                                     |
| Maputo 2011       | Offiong Edem (en) Segun Toriola            | Olufunke Oshonaike Monday Merotohun (en) | Dina Meshref Omar Assar Nadeen El-Dawlatly El-Sayed Lashin (en)                                      |
| Brazzaville 2015  | Li Yuheng Wang Jianan                      | Olufunke Oshonaike Ojo Onaolapo          | Dina Meshref Omar Assar Farah Abdul-Aziz Ahmed Saleh (en)                                            |
| Rabat 2019        | Égypte Omar Assar Dina Meshref             | Égypte Ahmed Saleh (en) Farah Abdel Aziz | Nigeria Bode Abiodun Offiong Edem (en) Égypte Reem El Eraky Mohamed Elbeialy                         |
| Accra 2023        | Égypte Youssef Abdel-Aziz Mariam Al-Hodaby | Algérie Stéphane Ouaiche Lucie Mobarek   | Égypte Mohamed El-Beiali Marwa Al-Hodaby Madagascar Fabio Rakotoarimanana Hanitra Karen Raharimanana |

## Source
- (ar) « Les sixièmes Jeux africains, Zimbabwe 1995 », Al-Ahram Sports, N° 298, du 12 septembre 1995, (numéro spécial).